# Auf der Alm (Strauss)
Auf der Alm är ett orkesterverk av Johann Strauss den yngre. Den spelades första gången den 11 februari 1894 i Musikverein i Wien.

## Historia

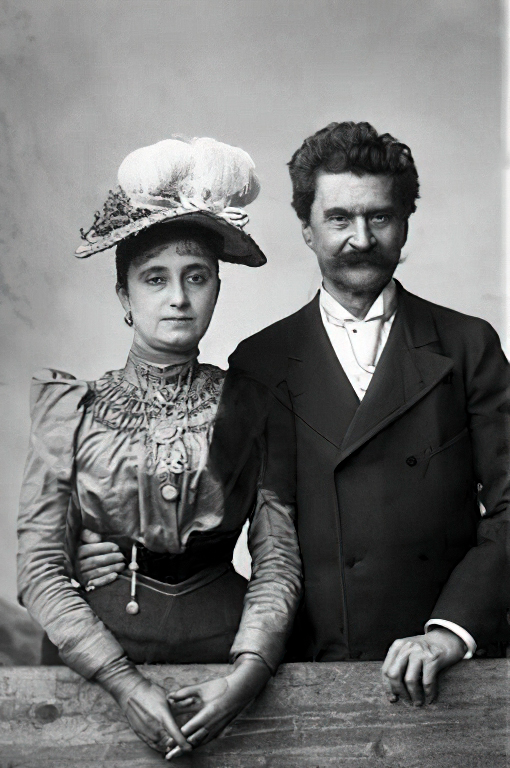
Adèle och Johann Strauss.

När Johann Strauss 1887 gifte sig med sin tredje hustru Adèle Strauss (född Deutsch, 1856-1930) blev han även styvfar till Adèles enda barn från sitt tidigare äktenskap med Anton Strauss (1845-77), en dotter vid namn Alice Elisabeth Katharina Maria (1875-1945). Johann Strauss, som inte var släkt med Anton Strauss, fick inga egna barn men behandlade Alice som om hon hade varit hans egen. Den 20 januari 1894 anordnade paret Strauss en bal i sitt palatsliknande hem i Wien. Då Alice var född den 23 januari 1875 blev tillställningen även en del av firandet av hennes 19-årsdag. Till evenemanget tonsatte Strauss tre korta verser, vilka hade skrivits av hans vän Ludwig von Dóczy (librettist till Strauss opera Ritter Pásman). Strauss lät trycka upp både text och musik, och gav dessa som gåva till alla damer på balen. På framsidan stod det datumet "20 Januari 1894" och på baksidan stod titeln på wienerdialekt "Ein Gstanzl vom Tanzl". Inuti fanns Strauss dedikation: "Till min älskade dotter Alices födelsedag", följt av text och musik, och slutligen Strauss signatur i faksimil. En vecka senare, söndagen den 28 januari 1894, publicerade Neues Wiener Journal texten och musiken till sången men utan dedikationen. Sången bestod av endast 38 takter och i anslutning till versionen för röst och piano förberedde Strauss även ett arrangemang för 29 musiker men det är okänt om den senare versionen framfördes i Strauss hem.
Orkesterversionen var utökad till 54 takter och hade premiär den 11 februari 1894 i Gyllene salen i Musikverein, där Johanns broder Eduard Strauss dirigerade Capelle Strauss. Titeln var "Auf der Alm. Idyll av Johan Strauss". Verkets enkelhet tilltalade publiken och kritiker. Recensenten i Neue Freie Presse skrev den 13 februari: "På Eduard Strauss konsert i Musikverein återfanns en hel samling nyheter. Speciellt ett charmerande stycke musik av Johann Strauss, 'Auf der Alm' orsakade en sensation och fick tas om tre gånger. En fläkt av frisk bergsluft kombinerat med den artiga societetens elegans svävar igenom denna lilla idyll, vilken maestron komponerat för en särskild tillställning i sitt hem." Med tanke på verkets popularitet var det ingen överraskning att Auf der Alm återkom på Eduards konserter den 18 februari och 4 mars. Verkets succé sporrade Eduard att göra ytterligare en utökad version, som han framförde vid sin sista konsert för säsongen i Musiverein den 18 mars 1894. Då var styckets namn "Nyhet. 'Auf der Alm', Idyll (efter ett tema av Johann Strauss) av Ed. Strauss".
Det är inte känt var som blev av Eduards arrangemang: den återfinns inte i den katalog över Straussorkesterns arkivmaterial som Eduard sammanställde efter sin pensionering 1901. Nutida inspelningar av orkesterstycket bygger på Johann Strauss version för 29 musiker. 

## Om verket
Speltiden är ca 1 minut och 59 sekunder plus minus några sekunder beroende på dirigentens musikaliska tolkning.

## Weblänkar
- Auf der Alm i Naxos-utgåvan.